# Jean-Jacques Annaud
Pour les articles homonymes, voir Annaud (homonymie).
Jean-Jacques Annaud, né le 1er octobre 1943 à Juvisy-sur-Orge (Seine-et-Oise), est un réalisateur, producteur de cinéma et scénariste français.

## Biographie
Jean-Jacques Annaud, né le 1er octobre 1943 à Juvisy-sur-Orge, est le fils d'un cheminot chef de gare dans la banlieue parisienne et d'une mère secrétaire de direction dans l'industrie chimique. Il prend goût très jeune au cinéma, plus précisément en voyant La Bataille du rail de René Clément sorti en 1946, et filme ses premières images à onze ans.
Après un baccalauréat latin-grec, il suit l'enseignement de l'École Louis-Lumière dont il sort major, puis de l'IDHEC (section réalisation) dont il sort aussi major. Parallèlement, il suit des cours de théâtre, de préhistoire et d'histoire médiévale à l'université Paris-Sorbonne, dont il est également diplômé.
Il fait ses armes en réalisant un grand nombre de films publicitaires diffusés pour la télévision et les salles de cinéma. Il obtient en 1973 la Palme d'Or du Festival de Cannes des Films Publicitaires pour un spot à gros budget, Crackers Belin. Après avoir rencontré François Truffaut qui aime ses mini-comédies et son sens du montage (la coupe d'intention), ce dernier le met en contact avec le producteur Claude Berri qui lui permet de réaliser son premier film, la Victoire en chantant (1976). La sortie est un échec commercial, mais après des retouches portant principalement sur la bande-son, il obtient l'année suivante l'oscar du meilleur film étranger sous le titre Black and White in Color et ressort en France comme Noirs et Blancs en couleur (1977). Jean-Jacques Annaud est alors sollicité pour réaliser Coup de tête, écrit par Francis Veber et interprété par Patrick Dewaere.
Il s'attaque ensuite à des projets coûteux et ambitieux tels que La Guerre du feu (1981) ou bien encore L'Ours (1988), deux films pour lesquels il reçoit le césar du meilleur réalisateur, et montre un savoir-faire de technicien solide quand il adapte Le Nom de la rose d'Umberto Eco en 1986 ou L'Amant de Marguerite Duras en 1992.
Le réalisateur a une bonne presse jusqu'aux années 1990, mais il est toujours éreinté par Libération et ses deux plus fameux critiques, Serge Daney et Gérard Lefort[réf. souhaitée]. Son film Sept ans au Tibet essuie des critiques plus négatives. Sa Majesté Minor laissa également dubitative la critique,,. VSD rappelle que Sa Majesté Minor et Or noir sont « deux catastrophes commerciales consécutives... radicales » ; ainsi, le premier n'a rapporté qu'1 million de dollars alors qu'il en a coûté 26. 
 
Selon le réalisateur populaire Henri Verneuil, la critique a tort de bouder Jean-Jacques Annaud : Verneuil affirme que ce dernier est, de la même manière que Luc Besson, l'héritier d'un authentique cinéma populaire et qu'il fait partie des rares réalisateurs français à jouir d'une notoriété internationale.
En 2005 il est président du jury du 5e Festival international du film de Marrakech.
Le 21 novembre 2007, Jean-Jacques Annaud est élu à l'Académie des beaux-arts au fauteuil de Gérard Oury (1919-2006), dont il prononce l'éloge lors de sa réception sous la Coupole, le 28 mars 2012. Il fut introduit par son ami Roman Polanski.
En 2012, il est président du jury du 16e Festival international du film de Shanghai, avec notamment l'actrice Heather Graham dans le jury.
En 2015, sort Le Dernier Loup, adapté du roman Le Totem du loup de Jiang Rong. La même année il préside le jury du 37e Festival international du film de Moscou.
En novembre 2017, Jean-Jacques Annaud est mentionné dans l'enquête des Paradise Papers : en 1997, il a créé le trust Los Condores Trust, basé à Guernesey, et a dissimulé 1,2 million d'euros à l'administration fiscale française, selon le journal Le Monde. Avant la diffusion de l'annonce, le réalisateur a demandé à ses avocats de normaliser sa situation et les actifs « auraient finalement été déclarés au fisc français le 12 octobre ». Il est condamné en mars 2021 à neuf mois de prison avec sursis et 120 000 euros d'amende pour blanchiment de fraude fiscale.
En octobre 2018, il sort un livre Une vie pour le cinéma aux éditions Grasset en collaboration avec Marie-Françoise Leclère. Il signe la même année son adaptation en dix épisodes pour le petit écran du best-seller de Joël Dicker, La Vérité sur l'affaire Harry Quebert, diffusée dans 22 pays.
En avril 2021, il commence le tournage de Notre-Dame brûle, long métrage racontant l'incendie de Notre-Dame de Paris d'avril 2019. Le film sort le 16 mars 2022.
Le cinéaste est réputé pour être perfectionniste et un technicien hors pair, s'attachant à superviser lui-même chaque étape de la fabrication de ses films (et de leur portage sur DVD). Cet amateur de nature aime les religions animistes et païennes qui font voir que nous sommes issus de la même souche, et se définit comme anticolonialiste. Sauf Coup de tête et Notre-Dame brûle, ses films renvoient au passé. Il aime visiter des lieux exotiques, lointains et secrets dans le souci d'offrir des lieux d'un ailleurs qu'on ne pourrait voir qu'au cinéma.
Il est membre du comité stratégique de la France China Foundation (FCF), institution franco-chinoise dont l'objectif est d'encourager le dialogue entre la France et la Chine.
En 2022, il témoigne dans le long-métrage documentaire Patrick Dewaere, mon héros, d'Alexandre Moix.

## Filmographie

### Réalisateur

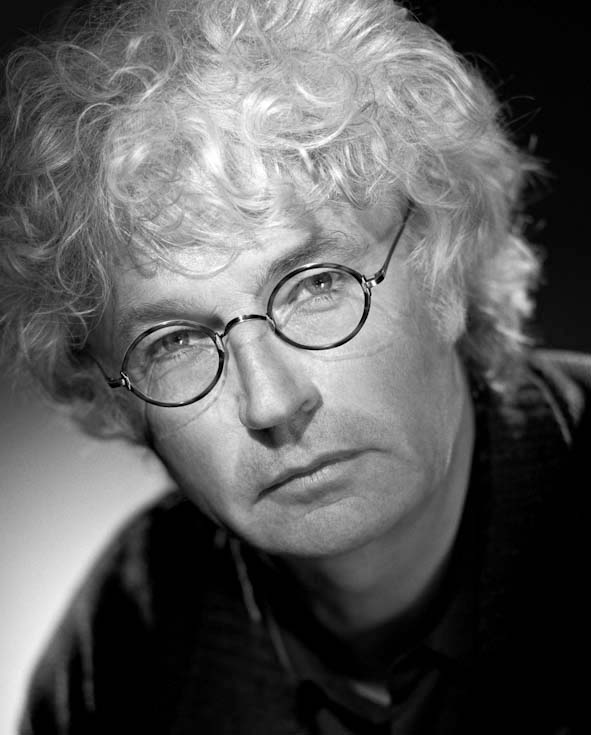
Jean-Jacques Annaud en 1998.

- 1976 : La Victoire en chantant (ressorti en 1977 sous le titre Noirs et Blancs en couleur)
- 1979 : Coup de tête
- 1981 : La Guerre du feu
- 1986 : Le Nom de la rose
- 1988 : L'Ours
- 1992 : L'Amant
- 1995 : Guillaumet, les ailes du courage (Wings of courage) (premier film de fiction utilisant le procédé IMAX)
- 1997 : Sept Ans au Tibet (Seven Years in Tibet)
- 2001 : Stalingrad (Enemy at the Gates)
- 2004 : Deux Frères (Two Brothers)
- 2007 : Sa Majesté Minor
- 2011 : Or noir (Black Gold)
- 2015 : Le Dernier Loup
- 2018 : La Vérité sur l'affaire Harry Quebert (TV)
- 2022 : Notre-Dame brûle[20]

### Scénariste
Les films suivants sont de lui-même, sauf indication :
- 1976 : La Victoire en chantant
- 1978 : Je suis timide mais je me soigne de Pierre Richard
- 1992 : L'Amant
- 1995 : Guillaumet, les ailes du courage (Wings of Courage)
- 2001 : Stalingrad (Enemy at the Gates)
- 2004 : Deux Frères (Two Brothers)
- 2007 : Sa Majesté Minor
- 2011 : Or noir (Black Gold)
- 2015 : Le Dernier Loup
- 2022 : Notre-Dame brûle

### Producteur
Les films suivants sont de lui-même, sauf indication : 
- 1995 : Guillaumet, les ailes du courage (Wings of Courage)
- 1997 : Sept Ans au Tibet (Seven Years in Tibet)
- 1999 : Crinière au vent, une âme indomptable (Running Free) de Sergei Bodrov
- 2004 : Deux Frères (Two Brothers)
- 2007 : Sa Majesté Minor

## Distinctions

### Prix de publicité
- 1970 : Prix des Effets spéciaux du 17e Festival International du Film Publicitaire de Venise pour le spot Super Shell (Italie).
- 1973 : Lions d'Or du 20e Festival International du Film Publicitaire de Cannes pour Christofle – Les Chinois et Comédie Materna.
- 1979 : Prix du meilleur film publicitaire pour la TV pour le spot Le train pour la marque Kelton (France).
- 1985 : César du meilleur film publicitaire pour Les vautours de la marque Hertz
- 1985 : Éléphant de bronze du Festival du Film Publicitaire pour Les vautours de la marque Hertz

### Prix de réalisation
- 1977 : Oscar du meilleur film en langue étrangère pour (Black and White in Color) sorti en France sous le titre La Victoire en chantant
- 1982 : César du meilleur film et du meilleur réalisateur pour La Guerre du feu (France). Ce film remporte également 5 Genie Awards (Canada), l'Oscar des meilleurs maquillages et coiffures (USA), le British Academy Film Award des meilleurs maquillages et coiffures (Angleterre).
- 1987 : César du meilleur film étranger pour Le Nom de la rose (1986, France). Prix René Clair – David Di Donatello de la meilleure direction artistique (Italie). Bambi du meilleur film (Allemagne). Rubans d'Argent de la meilleure direction artistique (Allemagne). Deutscher Filmpreis de la meilleure direction artistique (Allemagne). Trophée d'argent du Meilleur Film aux German Film Awards et Golden Screen Award (Allemagne). Jupiter Award (Allemagne). (Acteurs et autres collaborateurs ont également remporté de nombreux trophées pour ce film : Bafta, Bavarian Film Awards, David di Donatello Awards, Edgar Allan Poe Awards…).
- 1988 : Grand Prix National du Cinéma pour L'Ours (Ministère de la Culture, France).
- 1989 : César du meilleur réalisateur pour L'Ours (France), Meilleur réalisateur (Bulgarie). Guild of German Art House Cinemas Film Award, Silver Foreign Film- Genesis Award du Meilleur film étranger (USA).
- 1992 : Prix de la Critique japonaise du meilleur metteur en scène pour L'Amant (Japon). (Le film remporte également le Golden Reel Award du meilleur son (USA) et Gabriel Yared le César de la meilleure musique de film originale en France).
- 1997 : Trophée d'or de la Guild of German Art House Cinemas (Allemagne) pour Sept Ans au Tibet. Meilleur film de l'année (Allemagne). Trophée PFS pour la paix de la Political Film Society (USA).
- 2004 : Médaille Charlemagne pour les Médias Européens (Karlsmedaille für die europäischen Medien)., Chevalier de l'Ordre national du Mérite, Chevalier des Palmes Académiques, Commandeur des arts et des lettres.
- 2015 : Prix spécial du Festival international du film de Moscou pour une contribution exceptionnelle dans le monde du cinéma
- 2015 : Coq d'or du meilleur film pour Le Dernier Loup (Chine). Prix Spécial du Jury du Festival International de Moscou (Russie) ; Kristian Award du Prague Festival (Tchequie) ; International Bif&st award du Meilleur réalisateur au Festival International de Bari (Italie) ; The CineMerit Award Filmfest München (Allemagne) ; Meilleur réalisateur au Festival international de Macao ; Golden Lotus Award (Chine) du Meilleur Film au Beijing International Film Festival ; Tiantian Award du Meilleur réalisateur ; Prix du Jury du Meilleur réalisateur au Beijing Student Film Festival.
- 2016 : Prix des Cent Fleurs du meilleur film pour Le Dernier Loup (Chine).
- 2018 : Cinematographer-Director Duo Award au chef-opérateur Jean-Marie Dreujou et au réalisateur Jean-Jacques Annaud au 26éme Festival International du Film Camerimage (Art of Cinematography), du 10 au 17 novembre à Bydgoszcz, Pologne.

### Honneurs
- 2007 : Membre de l'Institut de France (Paris), élection au siège no 3 de l'Académie des Beaux-Arts au siège de Gérard Oury le 3 décembre 2007[21].

### Décorations
- Chevalier de l'ordre national du Mérite[22]
- Chevalier de l'ordre des Palmes académiques[22]
- Commandeur de l'ordre des Arts et des Lettres Il est fait commandeur lors de la promotion du 28 mai 1997[23]. Il était officier de l'ordre depuis 1990.

## Publication
- Une vie pour le cinéma (avec Marie-Françoise Leclère), Grasset, 2018.
- Notre-Dame brûle : Le carnet de bord du film (avec Stéphane Boudsocq), Éditions Gründ, Pathé, 2022.